# Litauens flag
Det litauiske flag er en horisontal trikolore af gul, grøn og rød. Det blev vedtaget den 20. marts 1989, næsten to år før Litauens uafhængighed efter opløsningen af Sovjetunionen. Før genindførelsen, var flaget blevet anvendt fra 1918 til 1940, hvor Litauen blev optaget i og derefter annekteret af Sovjetunionen. Dette flag havde lysere farver. Efter Nazi-Tysklands besættelse, (1941-1945), fra 1945 indtil 1989, var det Litauisk SSRs flag først af det almindeligt røde sovjetiske flag med navnet på republiken i hjørnet, senere blev ændret til et rødt flag med hvide og grønne striber i bunden. Den sidste ændring af det nuværende flag skete i 2004, da proportionerne blev ændret fra 1:2 til 3:5.

## Historie
Ideen om den gule, grønne og røde tricolore dukkede op da andre europæiske republikker tog initiativ til at ændre deres flag. Den franske tricolore, blå, hvide og røde, gav liv til ideen om en Tricolore. Flaget før det gule, grønne og røde var et grønt, hvidt og rødt flag, som anvendtes til at repræsentere Lille Litauen.

## Design og symboler
Republikken Litauens lov om det litauiske stats flag, vedtaget den 26. juni 1991, regulerer design, størrelse og brug af statens flag. Loven blev senest ændret den 8. juli 2004, med de mest bemærkelsesværdige ændringer, herunder skiftet af det nationale flag proportioner fra 1:2 til 3:5, og den officielle vedtagelse af et historisk flag, som stats (regeringens) flag. Ændringen trådte i kraft den 1. september 2004, efter at være blev godkendt af præsident Valdas Adamkus.
De korrekte farver på både det nationale og statslige flag er fastsat i henhold til patone farvesystemet, specielt Pantone Textile Paper (TP). Forholdet mellem både det nationale og statslige flag skal være 3:5, og standard flagstørrelsen er 1 m gange 1,7 m. Forskellige størrelser af flaget kan oprettes, men de skal være i overensstemmelse kraven til farvekoder og proportionsforholdene loven.
Den gule farve på flaget skal symbolisere de gyldne marker i Litauen, den grønne symboliserer litauens grønne landskaber, og den røde repræsenterer alt det blod, som er blevet udgydt for Litauen. De officielle Pantone farver blev offentliggjort 2004. Nedenstående liste viser de officielle farver og de foreslåede modværdier:
| Farvesystem | Gul                   | Grøn                 | Rød (lilla)          |
| ----------- | --------------------- | -------------------- | -------------------- |
| Pantone     | 15-0955 TP / 1235 c/u | 19-6026 TP / 349 c/u | 19-1664 TP / 180 c/u |
| RGB         | 253-185-19            | 0-106-68             | 193-39-45            |
| Web farver  | fdb913                | 006a44               | c1272d               |
| CMYK        | 0-30-100-0            | 100-55-100-0         | 25-100-100-0         |

## Trivia
Den danske ø, Ærø, har sit eget flag som er magen til Litauens flag. Ærøs flag er dateret tilbage til ca. 1622 og der har tidligere været uofficiel kontakt mellem Ærø og Litauen, hvor der var en venskabelig enighed omkring at begge steder gerne måtte benytte flaget .